# Геймеры
«Ге́ймеры» — российский телесериал в жанре боевика, продолжающий историю фильмов «На игре» и «На игре 2. Новый уровень».

## Описание
«Геймеры» — восьмисерийный российский боевик с элементами киберпанка. Он является сюжетным продолжением дилогии Павла Санаева «На игре» и «На игре 2. Новый уровень». Основу книги Александр Чубарьяна «Игры в жизнь». Основу сюжета фильмов и сериала составляют специальные диски, позволяющие геймерам переносить их навыки из компьютерных игр в реальную жизнь.

## Сюжет

### 1 серия
Серия начинается с краткого пересказа событий фильмов «На игре» и «На игре 2. Новый уровень». Действие происходит ещё до того, как Вампира и Риту освобождают из тюрьмы. Ян и Комар скрываются в заброшенном строении. Док жив и проходит лечение в тайной лаборатории Лебедева. Лебедев намерен, используя Дока с его даром и группу учёных, создать новую партию дисков.
Вампир и Рита находятся в следственном изоляторе. Их дело расследуют полковник Сорокин и лейтенант Ефремов. Честный рассказ Вампира и Риты о случившемся те считают бредом, но оба заключённых готовы подтвердить свои способности на следственном эксперименте — Вампир желает показать себя в качестве стрелка, а Рита намерена обогнать Свету, двукратную чемпионку Европы по автогонкам. Девушки познакомились в камере, и Света подсказала Рите идею побега во время следственного эксперимента. Сорокин и Ефремов получают сведения и документы, подтверждающие, что Вампир и Рита неоднократно проходили лечение в психиатрической клинике.
В камере и на допросе Рита жалуется на сильные головные боли. Ефремов обещает направить медика.
Лебедев поручает бывшему боксёру Крейзи взять Вампира в камере под свою защиту и, когда потребуется, ликвидировать — в ответ на обещание возвращения на ринг.
Ян и Комар решают, что им нужна машина. Обратившись по объявлению и придя по адресу, они в итоге получают требование отдать деньги и уйти. Обезвредив вымогателей и убив одного из них, они забирают машину. Далее, поругавшись из-за неумеренных трат Яна, они встречают двух девушек и приглашают их отдохнуть в клубе. После того, как ребята вошли в клуб, охранник кому-то звонит и предлагает «пробить» подозрительную молодёжь.

### 2 серия
Романтический отдых Яна и Комара с девушками в клубе прерывается появлением группы ОМОНа. На требование предъявить документы Ян отвечает попыткой откупиться. Попытка проваливается, после чего Ян и Комар устраняют омоновцев и покидают клуб. В истерике, Комар обвиняет во всём Яна и издевается над ним, запугивая девушек, но вскоре отпускает их. Ян и Комар уезжают к бабушке Комара.
Сокамерники Вампира провоцируют драку, выйти победителем из которой Вампиру помогает Крейзи.
Ефремов убедил Сорокина провести следственный эксперимент. В автогонке побеждает Рита, и по завершении гонки обе участницы пытаются бежать, но неудачно. Как и опасались оперативники, в управлении их осмеяли. Однако, эксперимент всё же был успешным, и теперь они перепроверяют сведения, полученные от Захаровой, психиатра.
Рита проходит медосмотр. В итоге выясняется, что она беременна; хотя считалось, что детей она не может иметь, так как ей однажды делали аборт в дешёвой клинике.
Ян и Комар больше не хотят убегать и надеются отыскать улики, подтверждающие нелегальные дела Лебедева и Бориса Сергеевича, пусть даже им самим придётся отвечать перед властями. Кроме этого, они планируют вытащить Вампира и Риту из тюрьмы.
Профессор Дерябин из лаборатории не берётся гарантировать создание новых дисков, если не получит неиспользованный экземпляр старого. Лебедев организует встречу с представителем холдинга «Терранко» Шмелевым — ранее он им выдал пробный диск, который требует обратно.

### 3 серия
Лебедев рассказывает Доку, что ему в спину стрелял Ян. Док жаждет мести, Лебедев его понимает, но рекомендует не спешить.
Проводится ещё один следственный эксперимент, теперь уже с участием Вампира — пейнтбольный поединок с группой профессиональных стрелков. Вампир с лёгкостью их побеждает.
Получив от Шмелева экземпляр диска, Лебедев передаёт диск Дерябину, а также знакомит его с новым помощником — Филиппом, задача которого — наблюдать за ходом работ. Предвидя, что для отбора новых геймеров потребуется турнир, Лебедев заранее организовывает его и объявляет крупный призовой фонд. На участие в турнире претендует команда, в которую входит Маша, её друзья Гарик и Серый, а также присоединившийся к ним Игорь. Эту команду Док в ходе турнира и выбирает — но пробная партия дисков эффекта не даёт.
Понимая, что Вампир и Рита психически здоровы, Сорокин и Ефремов вынуждают Нину Николаевну признаться в дезинформации. Вампир узнаёт, что Рита беременна, и готов дать показания в суде, чтобы облегчить её положение, но уже в зале суда ему передают угрозы от Лебедева, поэтому тот вместо показаний рассказывает полную чушь.
Ян и Комар, исследовав MacBook и электронную почту Бориса Сергеевича, взламывают базу данных полиции Боливии и получают неопровержимые доказательства, которые они искали. Они задумали спасение Риты из тюрьмы — запустив в Интернете слух о надвигающейся эпидемии сибирской язвы, они под видом экспертов-эпидемиологов хотят попасть в СИЗО и на специально укреплённой машине бежать оттуда. Они хотят вытащить Риту, чтобы заслужить у Вампира доверие.

### 4 серия
Задумка Яна и Комара удаётся, вместе с Ритой и Светой они покидают следственный изолятор. Ян и Комар рассказывают Рите, что у них есть реальная возможность помочь Вампиру. Неожиданно Ян заявляет Рите и Комару, что Док на самом деле жив и может помешать их планам.
Лебедев в гневе от провала эксперимента. Он даёт Дерябину ещё один шанс, прямо заявляя, что в следующий раз профессор заплатит жизнью за провал.
Крейзи подсказывает Вампиру идею побега из изолятора. Этот побег не удаётся, и Вампира избивает охрана изолятора. После чего он попадает на беседу к коменданту тюрьмы, который по просьбе Сорокина присматривает за Вампиром, не считая его безнадёжным.
В ходе нового эксперимента происходит скачок напряжения. Док оказывается в главной лаборатории, убивает Дерябина, Филиппа, всех сотрудников и охранников и вместе с Машей, Игорем, Гариком и Серым уходит.
Ефремов рассказывает Вампиру о побеге Риты с участием Яна и Комара, а также о бойне в лаборатории. Вампир понимает, что сделать это мог только Док, но отказывается в это верить.
Вернувшись в камеру, Вампир упрекает Крейзи в том, что идея с побегом была заведомой ловушкой, и атакует его. Крейзи побеждает Вампира и рвёт фото Риты в клочья.
Док организовал убежище в старой церкви, требуя от Маши, Игоря, Гарика и Серого играть в «Point blank» и другие игры, рассчитывая сделать из них универсалов. Через некоторое время он запускает диск, и геймеры получают сверхспособности. Теперь Док и его новая армия намерены научить мир уважать их.

### 5 серия
Док излагает своей армии основные правила поведения, в частности табу на алкоголь и наркотики, и требует беспрекословного подчинения, взамен обещая деньги и красивую жизнь. Он связывается с местной бандитской группировкой и заказывает оружие — а когда на встрече бандиты потребовали заплатить больше, ребята расправились с ними.
Маша не верит утверждениям Дока о его бесчувственности, в результате между ними завязываются романтические отношения.
В качестве своеобразного выпускного экзамена, Док поручает подопечным разобраться с группой криминальных авторитетов, ранее бывших известными мастерами различных единоборств — Дровосеком, Крюгером, Конгом и Злодеем. Задание не требует убивать их, но как минимум заставить их платить крупную сумму. При этом сам Док в миссии участия не принимает.
В пути Игорь, Гарик и Серый становятся объектами насмешек компании водителей, отдыхающих в придорожном кафе. Один из водителей называет их ублюдками, а когда Серый ответил тем же, водитель напал на него, и ребятам пришлось отбиваться. Маша наблюдает и не вмешивается, но когда официант и повар заведения выбежал с дробовиком, она убила его, а затем и всех водителей, чтобы не дать им свидетельствовать против геймеров.
О случившемся узнают Дровосек и его команда. Вскоре ребята нападают на охранников базы и требуют от Дровосека отдать им 2 миллиона долларов. Другие криминальные группировки в городе также страдают от действий неизвестных подростков и собирают сходку, на которую Дровосек шлёт вместо себя Злодея.
На этой сходке, в разгаре обсуждения появляется Гарик, переодетый в проститутку. Движениями пальцев он убивает четверых бандитов, включая Злодея — на самом деле, стреляли Маша и Игорь, незаметно забравшиеся наверх на перекрытия.
После этого группа отправляется отдыхать в бар. Бармен опознаёт Игоря по фотороботу и звонит Дровосеку. Тот присылает команду вооружённых людей, но прибыв вскоре туда, он находит лишь тела своих бойцов и персонала бара.

### 6 серия
Геймеры отдыхают на природе. Парни замечают трёх девушек в купальниках, но отлучившись на минуту и вернувшись, Маша понимает, что это была ловушка. Ребят забирают на базу Дровосека, где он сам и два его помощника намерены сразиться с ребятами и понять, чего они стоят. Геймеры нейтрализовали Крюгера и Конга, но Дровосек ушёл от расправы, послав своих подручных закончить бой. В этот момент ему звонят по телефону. В своём доме он находит Машу и свою маленькую дочь. Маша требует деньги и гарантии, что их не будут преследовать. После этого Дровосека убивают.
Док организует празднование по случаю сдачи экзамена, но заявляет, что недоволен несерьёзным поведением своих подопечных — ведь он постоянно находился рядом и исправлял их ошибки. Выдав Маше, Игорю, Гарику и Серому по пачке денег, остальное содержимое чемодана он швыряет в костёр, объявив, что деньги — корень зла, и его «армия не должна зависеть от этого дерьма». Маша и Игорь целиком поддержали Дока, двое других возмутились и решили, что лучше убить Дока раньше, чем он окончательно сойдёт с ума и сделает это с ними.
У Риты внезапно начались острые боли в животе. Света объявляет ребятам, что Рита беременна, и они вынуждены ехать в больницу. На дежурстве в это время Маша, работающая медсестрой. Она узнаёт татуировку Яна, такую же как у Дока. Маша звонит Доку, тот приезжает в больницу и жестоко убивает Яна.
Шмелев связывается с Доком и предлагает ему работу, пообещав также гарантию от полицейского и бандитского преследования. Первое задание — убрать Лебедева.

### 7 серия
Ожидая нападения Дока, Лебедев скрылся в загородном доме, не имеющем ни одного окна и окружённом охраной. Но у Дока есть идея, и ему требуется оружие с оптическим прицелом, параплан, а также нашатырь в большом количестве.
Док и Серый совершают пробный полёт на параплане. Док удачно попадает в голову манекена с большой высоты. В ходе выполнения боевой операции, Игорь и Гарик атакуют охрану загородного дома, после чего забрасывают вентиляционную систему банками с нашатырём. Лебедев бросается открывать скайлюк и падает, получив пулю в голову. Вскоре о происшедшем узнают Сорокин и Ефремов.
Родители Дока устроили вечеринку. Док случайно подслушал разговор отца с его компаньоном Альбертом, а затем вызвал отца на откровенный разговор. Выяснилось, что отец Дока стал жертвой аферы, и все ему отказались помочь — в том числе и криминальные авторитеты, обещавшие защиту от подобных ситуаций. Док заявил отцу, что решит эту проблему, и не взял предложенных за это денег. Вскоре Док выясняет, что Альберт и есть главный организатор аферы и убивает его.
После этого Док занимается созданием вируса-червя, цель которого — сообщить, если Рита или Комар где-либо приобретут билеты на поезд или другой транспорт по своим документам.
Оставив Дока, Маша идёт к ребятам праздновать успешное завершение дела и обнаруживает, что они в совершенно неадекватном состоянии, и когда появился Док, Гарик и Серый бросили ему открытый вызов. Док пытался образумить их, но Гарик и Серый погибают от рук Дока. Игорь решает уйти и советует Доку одуматься.
Док получает сигнал от вируса-червя — Комар купил билеты на поезд. Док демонстративно появляется на вокзале и даёт девушкам уйти. Комар уверен, что в равном бою справится с Доком, но тот использует ускорение и убивает Комара. Догнав Риту, он вкалывает ей снотворное и забирает на свою базу в качестве «приманки для Вампира». Тут же к нему снова присоединяется Игорь.

### 8 серия
Оперативники рассказывают Вампиру о смерти Яна и Комара и о похищении Риты. Зная, что прежде всего Доку нужен именно он, Вампир просит обеспечить его компьютером с выходом в Интернет, чтобы можно было сразиться с Доком по сети. Комендант тюрьмы поначалу отказывает Сорокину в этой просьбе, но сдаётся, посмотрев ролик с записью следственного эксперимента.
Рита приходит в чувство на базе Дока. Маша и Док демонстрируют сочувствие к её положению и не желают её убивать.
Получив доступ к компьютеру и выход в Интернет, Вампир связывается с Доком и бросает ему вызов. В виртуальной схватке он побеждает, но Док не везёт Риту к нему домой, как обещал — вместо этого, он привозит её к зданию тюрьмы, где находится Вампир. Заблокировав её в машине и обеспечив видеотрансляцию происходящего, Док вместе с Машей и Игорем идут на штурм тюрьмы, устраняя всю охрану на своём пути.
Комендант тюрьмы выпускает Вампира из камеры, чтобы тот мог остановить нападающих. Вместе с ним вызвался идти и Крейзи, признавшийся, что ему действительно было приказано убить Вампира, но хотя у него было много возможностей, он так этого и не сделал. Вампир берёт Крейзи с собой. После гибели коменданта тюрьмы, они вступают в бой с Доком, Машей и Игорем. Крейзи ликвидирует Машу и Игоря. Рита видит происходящее по видеотрансляции, и ей удаётся освободить руки. Она снимает пистолет с трупа одного из охранников.
Док и Вампир устраивают перестрелку. Доку не удаётся победить Вампира в честной схватке, он задействует ускорение и обезоруживает Вампира. Когда Док уже готов застрелить Вампира, неожиданно появляется Рита и убивает Дока. Вскоре в здании появляется спецгруппа в тяжёлой броне, вместе с ними Сорокин и Ефремов. Они уводят Вампира, Риту и Крейзи.
Концовка та же, что и в фильме «На игре 2. Новый уровень»: к зданию тюрьмы подъезжает машина, из ворот выходит Вампир, его встречают Рита и их сын, не выпускающий из рук компьютер с запущенной игрой.

## В ролях
- Павел Прилучный — Руслан Аркадьевич Авдеев «Док». Убит Ритой в 8 серии.
- Сергей Чирков — Дмитрий Юрьевич Орлов «Вампир».
- Евгений Харланов — Кирилл Комаренко «Комар». Убит Доком в 7 серии.
- Агата Муцениеце — Маргарита Смирнова.
- Нодар Сирадзе — Ян Зац. Убит Доком в 6 серии.
- Евгения Лапова — Света.
- Юрий Сысоев — полковник Сорокин.
- Борис Тенин — полковник Сергей Юрьевич Лебедев «Лебедь». Убит Доком в 7 серии.
- Иван Соловьёв — лейтенант Ефремов.
- Анна Васильева — Маша «Умка». Убита Крейзи в 8 серии.
- Илья Сысоев — Игорь «Панда». Убит Крейзи в 8 серии.
- Сергей Сериков — Серый «Лама». Убит Доком в 7 серии.
- Юрий Кригер — Гарик «Айс». Убит Доком в 7 серии.
- Роман Савченко — Крейзи.
- Андрей Негривода — Злодей. Убит в 5 серии.
- Анатолий Филиппов — Дровосек. Убит Машей в 6 серии.
- Джульетта Геринг — Нина Николаевна.
- Елена Доронина — мать «Дока».
- Игорь Мещерин — Аркадий Фёдорович Авдеев, отец «Дока».
- Александр Соловьёв — Альберт. Убит Доком в 7 серии.
- Елена Антипова — мать Риты.
- Борис Шитиков — профессор Дерябин. Убит Доком в 4 серии.
- Андрей Мациевич — Филипп. Убит Доком в 4 серии.
- Николай Дроздовский — Юрий Петрович Орлов, отец «Вампира».
- Игорь Регнер (в титрах: Игорь Регнев) — Шмелёв, представитель «Терранко» (озвучил Александр Груздев).

## Производство
Автором сценария и режиссёром сериала выступил Михаил Шевчук, в то время как Павел Санаев, режиссёр и сценарист оригинальных дилогии «На игре», принимал участие в разработке концепции сериала лишь в качестве консультанта.
В сериале был сохранён актёрский состав оригинальных фильмов кроме Марины Петренко, которую в роли Риты заменила Агата Муцениеце.
Поскольку по сюжету герои «Геймеров» играют в компьютерную игру Point Blank, к съёмкам в сериале были привлечены реальные игроки и чемпионы крупных состязаний по этой игре из России, Белоруссии, Украины и Казахстана.
Производственный бюджет сериала составлялся из расчёта порядка 250 тысяч долларов на серию.